# Casey Mize
Casey Mize (Springville, Alabama, 1 de mayo de 1997) es un jugador profesional estadounidense de béisbol que se desempeña en la posición de lanzador en Detroit Tigers, equipo de las Grandes Ligas de Béisbol (MLB).

## Carrera
Fue seleccionado en la primera ronda en el Draft de la MLB de 2018. En 2020 hizo su debut profesional con el equipo Detroit Tigers, donde lleva jugando tres temporadas.